# 山下富美代 (心理学者)
山下富美代（やました ふみよ、1936年1月1日- 2025年2月7日）は、日本の心理学者、立正大学名誉教授。

## 略歴
東京生まれ。1958年早稲田大学文学部心理学科卒、63年同大学院文学研究科心理学専攻博士課程中退。59-64年警視庁科学捜査研究所心理職技師、立正大学教養部教授、同大文学部教授、同大心理学部教授、2007年定年、名誉教授となる。専門分野は認知心理学。日常的認知研究への関心があり、幼児の認知機能・発達診断、および高齢者の認知機能の研究等に従事している。2025年2月7日死去。

## 著書
- 『集中力』1988 講談社現代新書
- 『マインド・パワー 生き抜く力を養う』同文書院 アテナ選書 1993
- 『記憶力をつける』日本経済新聞社 (知のノウハウ)1997
- 『現場の力を育てる 三つの力「健全力」「安全力」「実現力」 認知心理学からのアプローチ』日刊建設工業新聞社 2010
- 『現場事故を防ぐ「不注意の心理学」 なぜ起きるうっかりミスや勘違い』日刊建設工業新聞社 2012

### 共編著
- 『人間の行動 心理学的理解』望月享子共著 前野書店 1972
- 『心理学』井上隆二,斉藤勇共著 前野書店 1977
- 『忍耐力を育てる がまんできる子・できない子』望月享子共著 1982 有斐閣新書
- 『集中力を育てる 意欲的な現代っ子をつくる条件』望月享子共著 1983 (有斐閣新書)
- 『こころの科学』井上隆二,井田政則共編著 前野書店 1999
- 『図解雑学社会心理学』井上隆二共著 ナツメ社 2000
- 『図解雑学発達心理学』編著 ナツメ社 2002
- 『認知・行動のパースペクティブズ 認知心理学・社会心理学の立場から』編著,井上隆二,櫻井広幸,山村豊著 おうふう心理ライブラリー)2010
- 『快適性って何だろう? アメニティの心理学』編著 日刊建設工業新聞社 2015

## 論文
- <山下富美代